# آنجل رابینسون (بازیکن بسکتبال، زاده ۱۹۸۹)
آنجل رابینسون (انگلیسی: Angel Robinson؛ زادهٔ ۱ ژانویهٔ ۱۹۸۹) بازیکن بسکتبال اهل ایالات متحده آمریکا است.